# Joseph Gillette-Arimondy
Joseph Gillette-Arimondy, né le 16 octobre 1846 à Grasse et mort le 9 juin 1933 à Paris, est un homme politique français. Il est député des Alpes-Maritimes sous la Troisième République.

## Biographie
Après des études au lycée de Nice puis au lycée Charlemagne à Paris, il entre à l'École normale supérieure, mais en est renvoyé à cause de ses opinions politiques républicaines en 1866.
Licencié en sciences physiques et chimiques et en mathématiques, il est élu député de Grasse en avril 1910. Radical-socialiste, il est battu en 1914.

## Mandats
- Député de Grasse (1910-1914).